# Phortica erinacea
Phortica erinacea är en tvåvingeart som först beskrevs av Maca 1977.  Phortica erinacea ingår i släktet Phortica och familjen daggflugor.
Artens utbredningsområde är Bulgarien. Inga underarter finns listade i Catalogue of Life.